# Björkhamre köping
Björkhamre köping var en tidigare kommun i Gävleborgs län. 

## Administrativ historik
Den 23 maj 1919 inrättades Björkhamre municipalsamhälle av byarna Heden, Björktjära och Hamre inom Bollnäs landskommun. Tanken var att Björkhamre skulle inkorporeras med Bollnäs köping och därför kunna öppna möjligheterna för Bollnäs att ansöka om stadsprivilegier. På grund av marktvister bröts dock municipalsamhället istället ut ur kommunen för att bilda Björkhamre köping den 1 januari 1923. Björkhamre kom att helt omsluta Bollnäs i norr och väster.
Alla planer på en sammanslagning låg åt sidan fram till 1930-talet, då de båda köpingarna allt mer började samarbeta med varandra. 
Björkhamre köping förblev hela tiden lillebror till Bollnäs köping och 1939 ansökte Björkhamre tillsammans med Bollnäs om att få bilda Bollnäs stad. Den 1 januari 1942 blev Bollnäs stad och Björkhamre inkorporerades i den nybildade staden.
Köpingen tillhörde Bollnäs församling.

## Köpingsvapen
Björkhamre köping förde inte något vapen.

## Politik

### Mandatfördelning i valet 1938
|  | 17 | 5 | 2 |

| 22 |

### Fotnoter
1. ↑  Per Andersson: Sveriges kommunindelning 1863-1993, Draking, Mjölby 1993, ISBN 91-87784-05-X, s. 88
2. ↑  ”Förteckning (Sveriges församlingar genom tiderna)”. Skatteverket. 1989. http://www.skatteverket.se/privat/folkbokforing/omfolkbokforing/folkbokforingigaridag/sverigesforsamlingargenomtiderna/forteckning.4.18e1b10334ebe8bc80003999.html. Läst 17 december 2013.